# ÖBB 1014/1114
Die Reihen 1014 und 1114 der Österreichischen Bundesbahnen (ÖBB) waren vierachsige elektrische Universallokomotiven, die von 1993 bis 2009 im Einsatz waren. Sie wurden von SGP Verkehrstechnik im Werk Graz gebaut.

## Geschichte

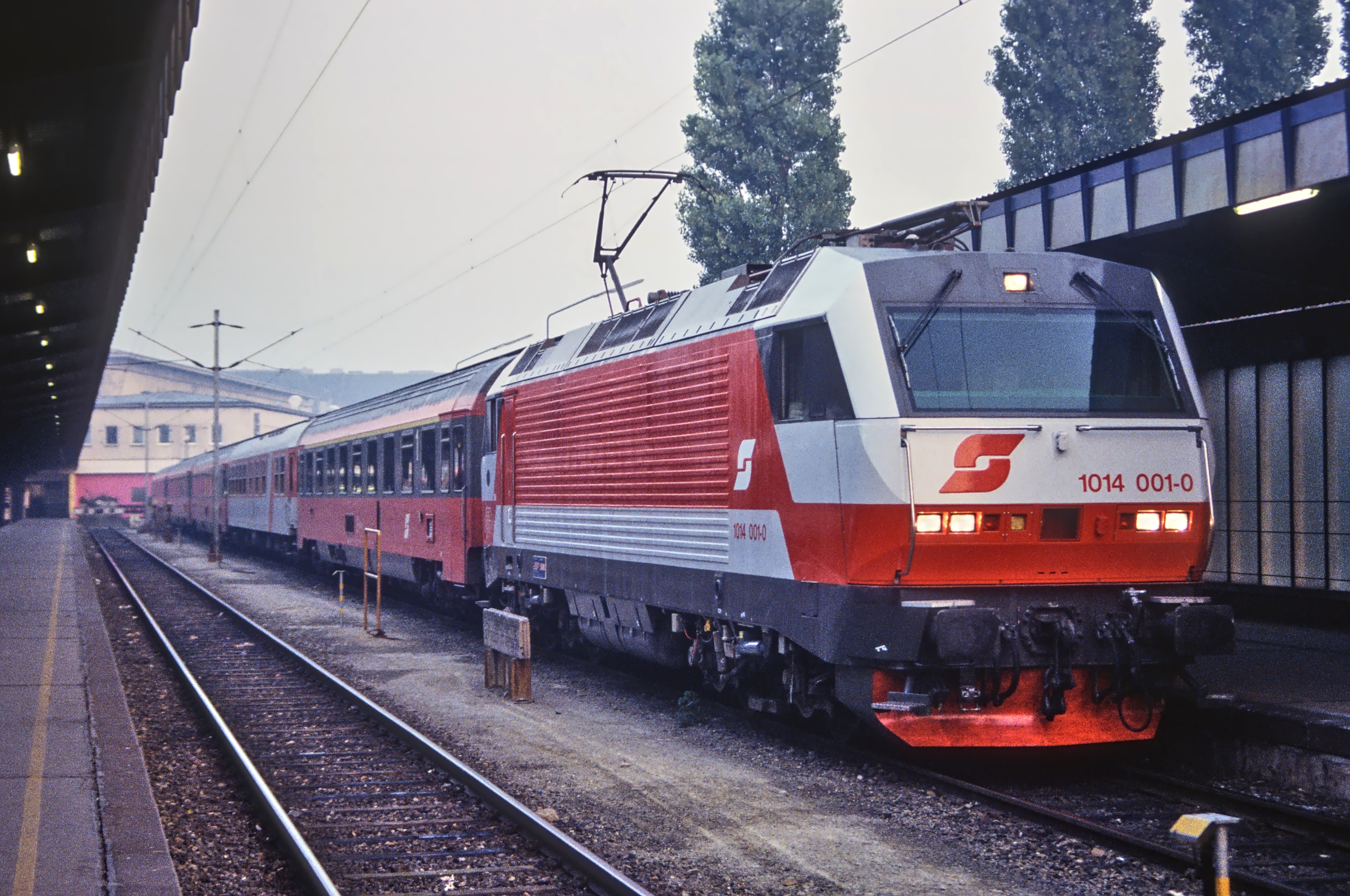
1014 001 mit EC 8 Antonín Dvořák vor der Abfahrt in Wien Ost

Nach dem Fall des Eisernern Vorhangs machten sich die starken Veränderungen der Verkehrsströme bemerkbar. Die Österreichischen Bundesbahnen planten für die Bewältigung dieser neuen Gegebenheiten die Anschaffung neuer und leistungsfähigerer Lokomotiven. Vorhandene Loks der Reihe 1063 waren zwar grundsätzlich für den Grenzverkehr mit den Bahngesellschaften ČD und MÁV geeignet, sie wiesen allerdings eine Höchstgeschwindigkeit von nur 100 km/h auf, die den Einsatz dieser Lokomotiven vor grenzüberschreitenden Schnellzügen unmöglich machte. Im Zuge der Vorbereitung der angedachten EXPO-Weltausstellung im Jahr 1995 zogen die ÖBB auch in Erwägung, wagenkastenneigungsfähige Züge innerhalb Österreichs einzusetzen; dieses Vorhaben wurde jedoch nicht realisiert. In die Entwicklung der Reihe 1014 flossen Erfahrungen ein, die mit den Zweistromlokomotiven der Reihe 1146 gewonnen worden waren. In den Jahren 1993 und 1994 bauten SGP Graz (mechanischer Teil) und ELIN (elektrischer Teil) 18 Lokomotiven dieser Reihe.
Der Ersteinsatz erfolgte am 17. Jänner 1994 auf der Nordbahn von Hohenau aus (Dienstsitz der Zugförderungsstelle Wien-Nord) mit Personenzügen nach Břeclav und Güterzügen nach Wien und Moosbierbaum-Heiligeneich. Die Lokomotiven der Reihe 1014 waren danach in Wien-Süd beheimatet führten in erster Linie RegionalExpress-Züge nach Bratislava-Petržalka, EURegio-Züge nach Győr, Regionalzüge nach Wiener Neustadt sowie Güterzüge und Euro-InterCity-Züge auf der Nordbahn. In ihren letzten Betriebsjahren waren sie auch im Verkehr über den Semmering anzutreffen.
Seit Ende 2009 wurden die Lokomotiven dieser Reihe nicht mehr planmäßig eingesetzt. Sie wurden abgestellt und warteten auf einen Verkauf durch die ÖBB.
Die Ausmusterung aller 17 noch bei den ÖBB im Stand befindlichen Lokomotiven erfolgte gemäß Zeitschrift Schienenverkehr aktuell/Eisenbahn Österreich 11/2016 zum 1. Oktober 2016. Die auf mehrere Abstellorte verteilten Lokomotiven wurden in Penzing zusammengezogen und zum Abtransport vorbereitet. Am 7. November 2016 wurden alle Lokomotiven der Reihe 1014, ausgenommen die 1014 001, nach Rumänien überführt. Die 1042 023 bespannte den Lokzug von Wien-Penzing bis zum ungarischen Grenzbahnhof Hegyeshalom. Der Grund dafür war nach ÖBB-Angaben das Auslaufen der Leasingverträge per 31. Oktober 2016.

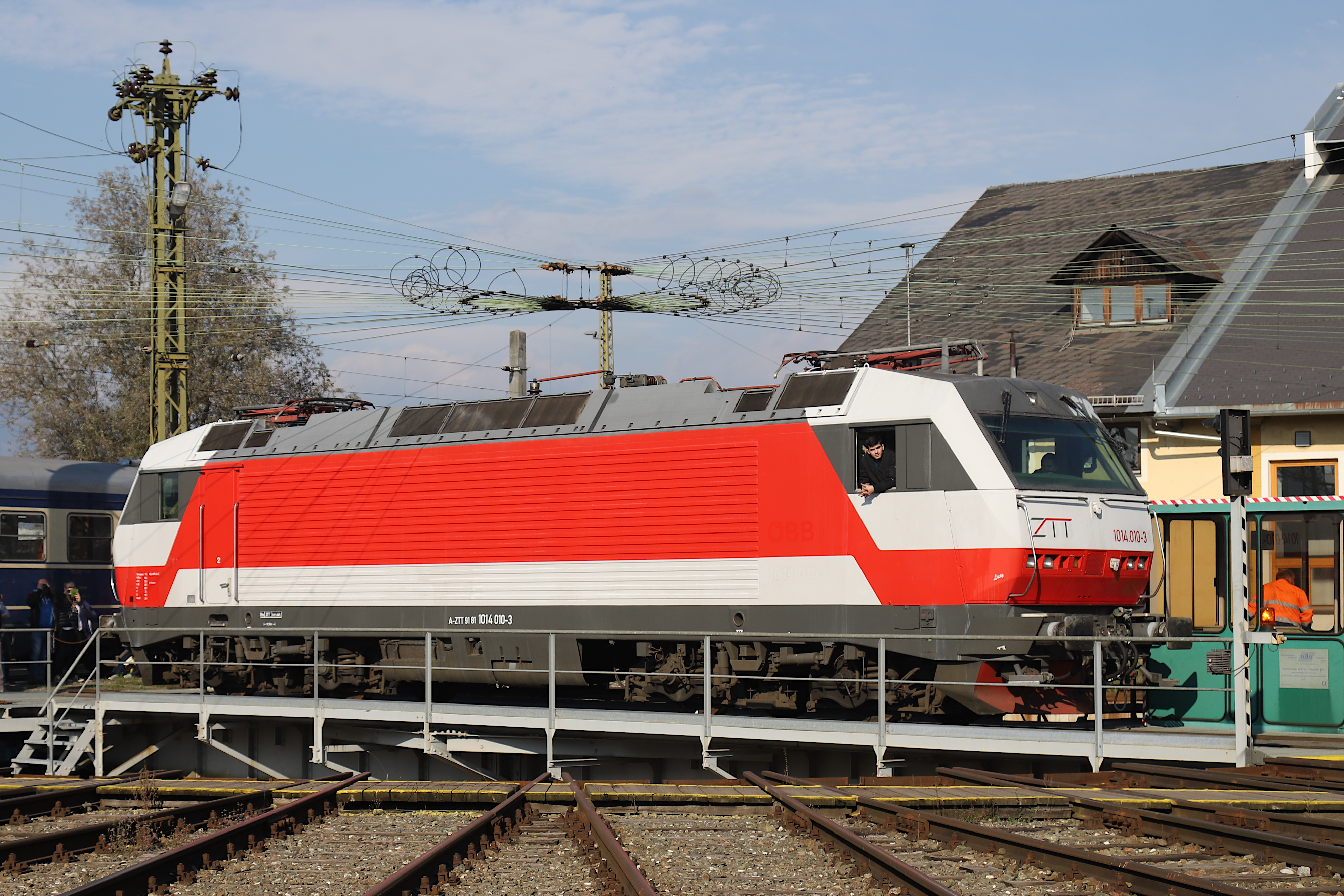
1014 010 der ZTT in Knittelfeld (2018)

Im Jahr 2018 wurden alle 17 Maschinen von Zeller Transporttechnik (ZTT) übernommen und jene, die 2016 nach Rumänien gebracht worden waren, zurück nach Österreich überstellt.
Im Juli 2019 waren sechs Lokomotiven wieder im Einsatz (1014 003, 004, 008, 010, 011 und 016), weitere sollten folgen. Inzwischen wurden die Lokomotiven aufgrund einer Insolvenz von ZTT wieder abgestellt. Einige stehen noch in Strasshof und warten auf ihr ungewisses Schicksal.
Die wegen fehlender Drehgestelle auf dem Gelände der TS Linz verbliebene 1014 001 wurde 2022 an einen Schrotthändler verkauft und verschrottet.

### Tanzania Railways 1014
Im September 2021 wurde die 1014 014 an die türkische Baufirma Yapı Merkezi verkauft und nach Tansania verschifft. Auf der im Bau befindlichen Normalspurstrecke Daressalam–Mwanza wurden damit ab 2022 Testfahrten durchgeführt, wobei erstmals von einem Schienenfahrzeug in Tansania 160 km/h erreicht wurde. Weitere vier Loks der Reihe 1014 wurden von ZTT zur Aufarbeitung nach Mukran überstellt, wovon zwei (003 und 008) von Tanzania Railways übernommen wurden.

## Konstruktion

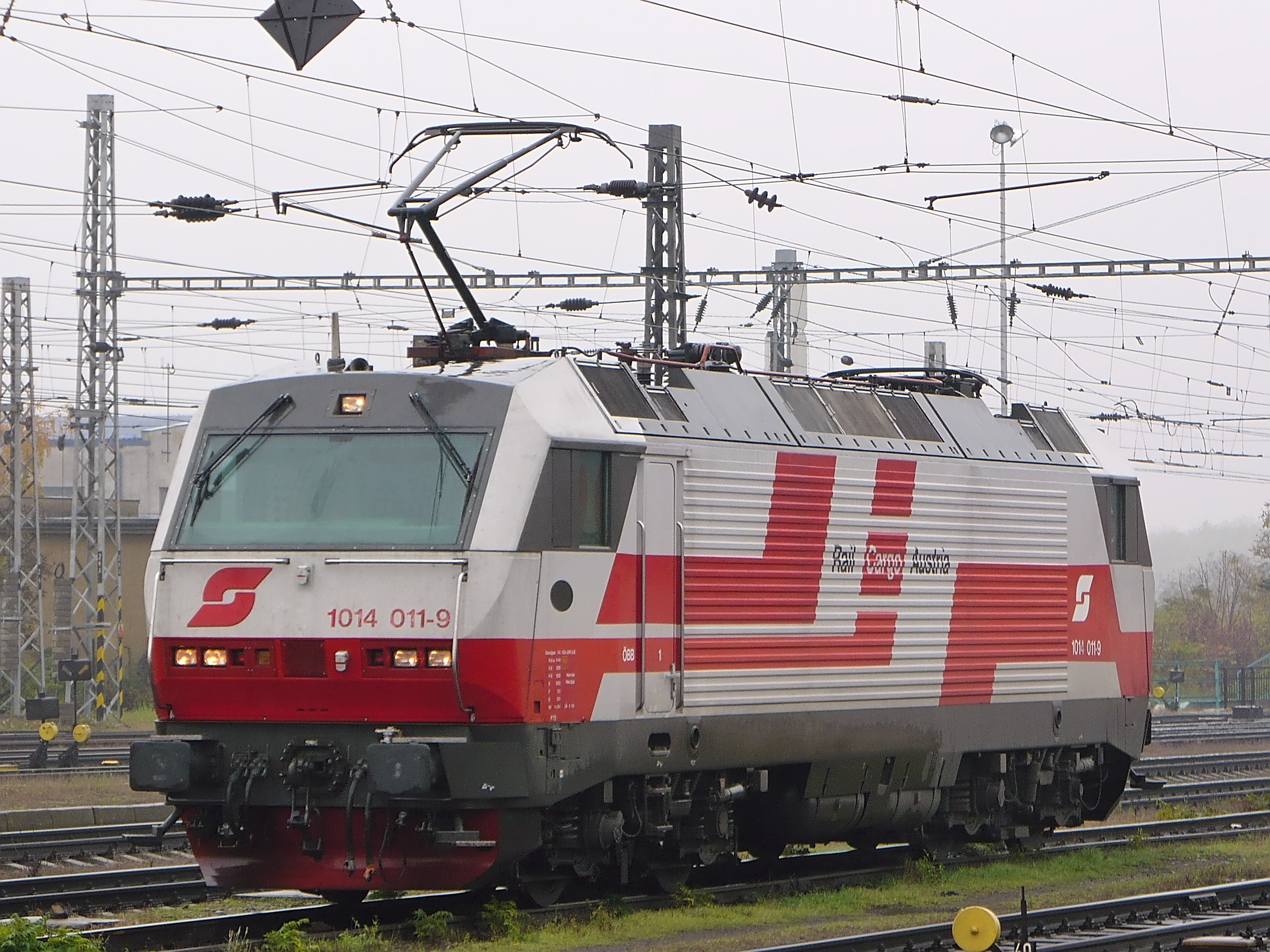
1014 011 mit RCA-Sonderlackierung

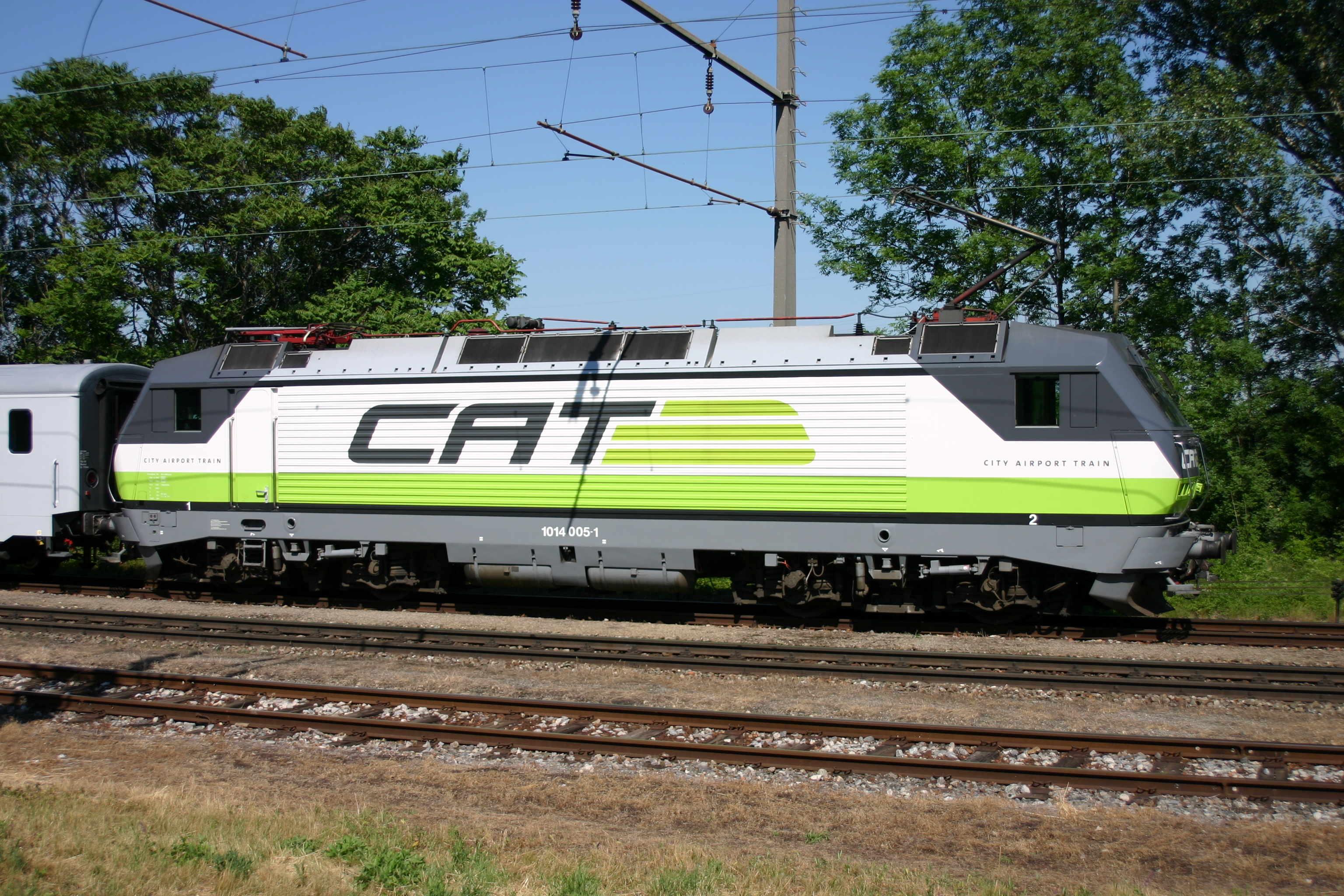
1014 005 mit CAT-Sonderlackierung

### Mechanische Konstruktion
Die Loks der Reihe 1014 sind mit Drehgestellen der Bauart SGP-VT 1014 R und Monoblocradsätzen mit ABB-Hohlwellenantrieb ausgestattet. Die Zugkraftübertragung erfolgt über Zug- und Druckstangen. Hauptrahmen, Lokkasten und Führerstände (=Brücke, geschweißt und in Stahlleichtbauweise ausgeführt) werden von den beiden miteinander gekuppelten Drehgestellen getragen. Der Lokkasten wurde von der Reihe 1822 übernommen, er unterscheidet sich nur dadurch, dass er kürzer ausgeführt ist. Die Seitenwände der Lokomotiven weisen zur Versteifung zahlreiche Sicken auf. Die beiden Einheitsführerstände sind durch einen Mittelgang im Maschinenraum miteinander verbunden. Dort sind der Transformator, die Steuerung und alle sonstigen Hilfsgeräte und -apparaturen untergebracht. Die Frontseiten sind außen aus GFK gefertigt, dahinter befindet sich eine Stahlkonstruktion, die den Triebfahrzeugführer im Falle einer Kollision schützt. Die geräumigen Führerstände weisen eine Klimaanlage und große Fensterscheiben, die eine gute Aussicht ermöglichen, auf. Das Dach ist in Aluminiumleichtbauweise ausgeführt und in drei abnehmbare Felder eingeteilt – diese ermöglichen ein leichtes Austauschen von Gerätschaften im Maschinenraum. Alle Lokomotiven sind mit Sifa und Indusi ausgestattet. Vier für den grenzüberschreitenden Verkehr vorgesehene Maschinen verfügen darüber hinaus über die Zugbeeinflussungseinrichtungen der MÁV. Alle Lokomotiven wurden verkehrsrot (Seitenflächen und Frontumlauf), weiß (Führerstände, Zierstreifen und ÖBB-Logo) und umbragrau (Fensterbrillen, Rahmen und Drehgestelle) lackiert abgeliefert. Vier Lokomotiven erhielten eine Sonderlackierung. Die 1014 011 erhielt einen rot/weißen Anstrich mit einem großen Rail Cargo Austria-Logo in der Mitte. Die Lokomotiven 1014 005, 007 und 010 erhielten im Zuge ihrer Leistungen für den City Airport Train (CAT) eine passende CAT-Lackierung.

### Elektrische Konstruktion
Das Dach trägt zwei (bei den für den Grenzverkehr nach Ungarn vorgesehenen Lokomotiven vier) Stromabnehmer, den Hauptschalter, die Dachleitungen und diverse Konsolen. Der gesamte elektrische Teil stellt eine Weiterentwicklung der Reihe 1146 dar. Die Zwischenkreisspannung wurde auf 1400 Volt erhöht, wodurch eine Leistungserhöhung erreicht werden konnte. Die Kraftübertragung erfolgt über einen Hohlwellenantrieb. Das Übersetzungsverhältnis des Getriebes beträgt 1:4,17. Das Bremssystem setzt sich aus einer elektrischen Bremse, einer indirekt wirkenden Druckluftbremse als Zugbremse und einer Federspeicherbremse zusammen. Die Lokomotiven der Reihe 1014 sind wendezug- und tandemfähig.

#### Transformator
Der Haupttransformator, der sich mittig in der Brücke (aus Gewichtsgründen) befindet, wird ölgekühlt. Seine Eckdaten sind wie folgt:
```
Typ: ELIN MZT 3000
   Gesamtmasse: 9,2
 
t
   Primärleistung: 3760
 
kVA, 15/ 25
 
kV
   Traktionsleistung: 2 × 1500
 
kVA, 792
 
V
   Heizleistung: 600
 
kVA, 1000/1500
 
V mit Traktionsleistung / ohne  800
 
kVA
   Hilfsbetriebe: 2 × 70
 
kVA, 282
 
V
                   1 × 20
 
kVA, 198
 
V
```

#### Frequenzumformer
Die Traktionsumrichter sind ölgekühlt und wurden aus vektorgeregelten Thyristoren aufgebaut. Umformer für das Bordnetz sind in IGBT-Technologie ausgeführt.

#### Fahrmotoren
Die Eckdaten der vier sechspoligen Drehstromasynchronmotoren sind wie folgt:
```
Typ: ELIN DAM
 
750
   Dauerleistung: 750
 
kW
   Spitzenleistung: 850
 
kW
   Nennspannung: 1200
 
V
   Nennstrom: 253
 
A
   Nenndrehzahl: 1480
 
min
−1

   Maximaldrehzahl: 3600
 
min
−1

   Maximales Drehmoment: 7000
 
Nm
   Isolierungsklasse: C
   Kühlung: Luft
```

### Reihe 1114
Bei zwei Lokomotiven, die als eigenständige Reihe 1114 017 und 018 gebaut wurden, kamen neu entwickelte Triebdrehgestelle zum Einsatz. Diese ermöglichten durch radiales Einstellen der Radsätze erhöhte Bogengeschwindigkeiten mit einer Querbeschleunigung von maximal 1,6 m/s², außerdem waren beide Lokomotiven um rund 8 Tonnen leichter als ihre Schwesternmodelle. Beide wurden gegen Ende 1999 umgebaut und in die Reihe 1014 mit ihren jeweiligen Nummern eingegliedert.

## Kritik
Der österreichische Rechnungshof hat im Jahr 2014 den Kauf der Lokomotiven der Reihe 1014 als Fehlkauf kritisiert. Einerseits seien sie zu teuer eingekauft worden, andererseits wurden die Lokomotiven frühzeitig abgestellt und mussten anstatt der geplanten 30 schon nach 15 Jahren abgeschrieben werden. Die Versuche, die Lokomotiven zu verkaufen, blieben lange erfolglos und der Rechnungshof bezeichnete den Verkaufsprozess als „nicht strukturiert und unsystematisch“.